# The Lake of Dreams
Pour plus de détails, voir Fiche technique et Distribution.
The Lake of Dreams est un film muet américain réalisé par Fred Huntley et sorti en 1912.

## Fiche technique
- Réalisation : Fred Huntley
- Scénario : Lanier Bartlett
- Production : William Nicholas Selig
- Date de sortie : États-Unis : 1er juillet 1912

## Distribution
- Tom Santschi : Manfred
- Phyllis Gordon : Eloïse
- Baby Lillian Wade
- Roy Clark
- Elmer Clifton
- Frank Clark
- Mrs Wade
- Bessie Eyton
- Lillian Hayward
- Eugenie Besserer